# Nutzen (Elektronik)

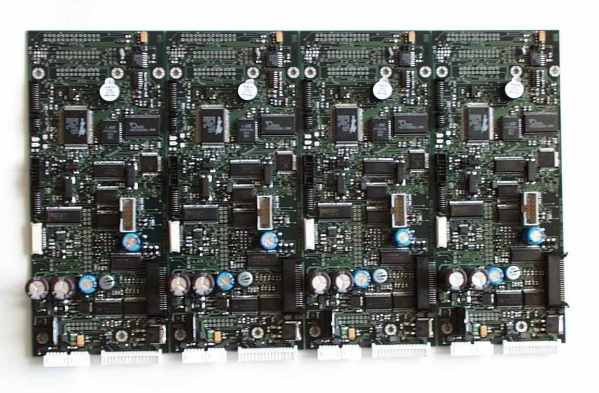
Vierfach-Nutzen

Als Nutzen wird in der elektrischen Verbindungstechnik eine Gesamtleiterplatte bezeichnet, die aus einzelnen Leiterplatten besteht und noch nicht vereinzelt ist. Hierbei kann die Gesamtleiterplatte mehrmals identische Schaltungsfunktionen mit gleichem Aufbau enthalten oder es können sich verschiedene Schaltungsfunktionen auf den Einzelleiterplatten befinden. Ein Fertigungsnutzen umfasst mindestens zwei Einzelleiterplatten.
Die Vorrichtung zum Trennen der Leiterplatten wird als Nutzentrenner bezeichnet.

## Leiterplattenherstellung
Mehrere Einzelleiterplatten – als spätere Träger der zu bestückenden Bauelemente – werden beim Nutzenaufbau nebeneinander zu einer großen Leiterplatte angeordnet und so im Verbund hergestellt. Falls die Fertigungsnutzen in der Baugruppenproduktion kleiner sind als die Nutzen bei der Herstellung des Trägers, wird schon vor der Bestückung in Fertigungsnutzen getrennt, die eine geringere Anzahl von Einzelleiterplatten enthalten.

## Fertigungsschritte der Baugruppenproduktion
Die Fertigungsnutzen werden als Verbund mehrerer Einzelleiterplatten gleichzeitig durch die Bestückungsautomaten mit SMD-Bauelementen bestückt. Weiterhin werden Fertigungsnutzen im Bereich der maschinellen oder manuellen Bestückung von THT-Bauelementen und anderen Prozessen der Aufbau- und Verbindungstechnik verwendet. Nach einem oder zwei Lötprozessen (Reflow-Löten, Dampfphasenlöten, Wellenlöten oder Selektivlöten) sowie allen für die Bearbeitung im gesamten Nutzen vorgesehenen weiteren Prozessen (automatische optische Inspektion, In-Circuit-Test) wird die Gesamtleiterplatte in Einzelleiterplatten getrennt.

## Trennverfahren
Nach der Abarbeitung aller Fertigungsschritte, die für die Bearbeitung im gesamten Nutzen ausgelegt sind, wird die Gesamtleiterplatte getrennt. Hierzu stehen verschiedene Trennverfahren zur Verfügung: Die Gesamtleiterplatte (Gesamtbaugruppe) wird durch Freifräsen, manuelles Brechen (manuelles Durchtrennen der Brechstellen), werkzeuggebundenes Durchtrennen von Stanzstellen durch mechanisches Stanzen oder manuelles oder maschinelles Durchtrennen von Ritzstellen durch ein Rundmesser, Scherenmesser oder Parallelmesser in Einzelleiterplatten (Einzelbaugruppen) getrennt. Die miteinander verbundenen Einzelleiterplatten bezeichnet man im Ganzen als Fertigungsnutzen, daher stammt die Bezeichnung Nutzentrennung.

### Methoden zur Depanelisierung
Depanelisierung ist die Trennung einzelner Leiterplatten von der Leiterplatte. Sie kann auf verschiedene Arten durchgeführt werden:

#### V-Scoring
V-Scoring ist eine Technik, bei der eine V-förmige Nut in eine Platte geschnitten wird, um die einzelnen Platten zu trennen. Die Größe der Nut ist ein wichtiger Parameter, insbesondere ihre „Restdicke“, also die Dicke der Platte, die zwischen den beiden umgekehrten V-Nuten verbleibt. Die am häufigsten empfohlene Restdicke beträgt 1/3 der Plattendicke.

#### Tab-Routing
Bei dieser Methode werden Laschen entlang der Kanten jeder Platte erstellt. Tab-Routing-Panelisierung ist eine flexible Methode, die unregelmäßig geformte Leiterplatten und Komponenten aufnehmen kann, die über die Kante der Platte hinausragen. Um Tab-Routing verwenden zu können, müssen die Laschen so konstruiert sein, dass sie stark genug sind, um die Platte während der Montage und Prüfung an Ort und Stelle zu halten, aber auch dünn genug, um nach der Montage leicht geschnitten oder gebrochen zu werden.

## Vorteile und Nachteile
Der Vorteil der gleichzeitigen Produktion von sogenannten Fertigungsnutzen liegt in einer höheren Durchsatzrate bei den Anlagen, da pro Nutzen nur ein einzelner Transport- und Handlungsvorgang erforderlich ist. Die Nutzenverarbeitung steigert die Wirtschaftlichkeit bei der automatisierten Fertigung von Leiterplatten und elektronischen Baugruppen. Weiterhin können durch Fertigungsnutzen Schaltungen hergestellt werden, bei denen eine Einzelleiterplatte kleiner ist als das Mindestmaß für die maschinelle Bestückung.
Ein Nachteil der Nutzentrennung ist die mögliche Beschädigung der Baugruppen oder der bestückten Bauelemente, z. B. Keramikkondensatoren, durch unsachgemäßes Trennen. Zudem führt eine defekte Einzelleiterplatte, die nicht wirtschaftlich repariert werden kann, zu Mehraufwand: Entweder wird der ganze Nutzen verworfen oder mit dem Defekt weiterverarbeitet und nach dem Trennen nur die defekte Einzelleiterplatte ausgesondert. Im letzteren Fall kann die Bestückung der defekten Einzelleiterplatte ausgelassen werden, was jedoch eine entsprechende Steuerung der Bestückung mittels Auslesen einer Kennzeichnung nötig macht.